# Resegone
Monte Resegone o Resegone di Lecco (también Monte Serrada) es una montaña en la subcordillera de los Alpes de Bérgamo, en el norte de Italia. Tiene una altura de 1.875 m s. n. m. y se encuentra en el límite entre las provincias de Bérgamo y Lecco.
Queda por encima de la ciudad de Lecco y el extremo sur del lago Como. La montaña se llama así por su parecido con una sierra (en el dialecto local resegare significa "serrar") pues tiene once cumbres de una altura similar. La más alta de estas cumbres, Punta Cermenati, alcanza 1.875 m sobre el nivel del mar y queda 1.500 m s. n. m. por encima del valle que queda abajo. 
La montaña es popular tanto entre los senderistas como entre los escaladores con muchos senderos bien mantenidos y vías ferratas así como mucha oportunidad para la escalada en roca en las paredes sur y oeste de las cumbres septentrionales. 
La mayor parte de las rutas comienzan en los pueblos de Morterone, Piani d'Erna y Erve y ascienden las diversas canales que quedan entre las diferentes cumbres. Justo por debajo de Punta Cermenati a 1.860 m s. n. m. queda el refugio de montaña "Luigi Azzoni".
El autor italiano Alessandro Manzoni hizo de Resegone (que él llamó Monte Serrada) el telón de fondo de algunas de las escenas de su novela Los novios (en italiano, I Promessi sposi).